# Annapolis (filme)
Annapolis é um filme estadunidense de drama lançado em 2006 e dirigido por Justin Lin. É estrelado por James Franco, Tyrese Gibson, Jordana Brewster, Donnie Wahlberg, Roger Fan e Chi McBride. O filme gira em torno de Jake Huard, um jovem que sonha em um dia ingressar na Academia Naval dos Estados Unidos em Annapolis, Maryland. Foi lançado em 27 de janeiro de 2006 nos Estados Unidos.

## Elenco
- James Franco — Jake Huard
- Tyrese Gibson — Cole
- Macka Foley — Ref
- Jim Parrack — A.J.
- Donnie Wahlberg — Lt. Cmdr. Burton
- Brian Goodman — Bill Huard
- Billy Finnigan — Kevin
- Jordana Brewster — Ali
- Katie Hein — Risa
- Jimmy Yi Fu Li — Aspirante da Marinha Lin
- Charles Napier — Supt. Carter
- Heather Henderson — Daniels
- Vicellous Reon Shannon — Twins
- Roger Fan — Loo
- McCaleb Burnett — Whitaker
- Wilmer Calderon — Estrada
- John Fahy — Aspirante da Marinha
- Erik Peterson — Aspirante da Marinha
- Chi McBride — Instrutor de boxe
- Jen Deluca — Garota sobre patins
- Matt Myers — Sr. Nance
- Lisa Crilley — Jen
- Miles Lane — Yard Patrol Craft Commodore
- Sam Winder — Aspirante da Marinha

## Recepção
Em um trecho do consenso do agregador de críticas Rotten Tomatoes diz que o filme "é apenas uma sombra aquosa de dramas militares marítimos superiores." Na pontuação onde a equipe do site categoriza as opiniões da grande mídia e da mídia independente apenas como positivas ou negativas, o filme tem um índice de aprovação de 10% calculado com base em 114 comentários dos críticos. Por comparação, com as mesmas opiniões sendo calculadas usando uma média aritmética ponderada, a nota alcançada é 3,9/10.
Em outro agregador, o Metacritic, que calcula as notas das opiniões usando somente uma média aritmética ponderada de determinados veículos de comunicação em maior parte da grande mídia, tem uma pontuação de 37/100, alcançada com base em 28 avaliações da imprensa anexadas no site, com a indicação de "revisões geralmente desfavoráveis".

## Trilha sonora
1. "Nowhere Ride" - The Chelsea Smiles
2. "More Human Than Human" - White Zombie
3. "When I'm Gone" - No Address
4. "Just Stop" - Disturbed
5. "Somersault" - Zero 7
6. "Born Too Slow" - The Crystal Method
7. "Hero of the Day" - Metallica
8. (Trailer) "Start Something" - Lostprophets